# Reflets (Alan Stivell)
| Recensione | Giudizio |
| ---------- | -------- |
| AllMusic   |          |

Reflets è il primo album di Alan Stivell, pubblicato dalla Fontana Records nel 1970.

## Tracce
Lato A
1. Reflets – 4:15 (Alan Stivell)
2. Suite des montagnes – 3:30 (Brano tradizionale celtico)
3. Marig ar pollanton – 3:41 (Brano tradizionale bretone)
4. Broceliande – 4:04 (Alan Stivell)
5. Son ar chistr – 2:25 (Brano tradizionale bretone)

Lato B
1. Sally Free and Easy – 3:20 (Cyril Tawney)
2. Suite irlandaise – 3:00 (Brano tradizionale irlandese)
3. Sil vestrig – 3:03 (Brano tradizionale bretone)
4. Tenval an deiz – 1:37 (Brano tradizionale bretone (XIX secolo))
5. Je suis né au milieu de la mer – 3:58 (Jef Le Penven, Yann-Ber Kalloc'h (Jeanne-Pierre Calloc'h))

## Musicisti
- Alan Stivell - arpa celtica, cornamusa scozzese, flauto irlandese, armonica, bombarda, voce
- Alan Stivell - arrangiamenti (brani: A2, A3, A5, B1, B2, B3, B4 e B5)
- Roger Mason - organo elettronico
- Gilbert Cascales - organo elettronico
- Youenn Robineau - chitarra elettrica
- Allan Guillou - chitarra a dodici corde
- Steve Waring - banjo
- Philippe Fromont - fiddle
- Hubert Varron - violoncello
- Marc Thomas - basso elettrico
- Marc Migiani - contrabbasso
- Bernard Luba - percussioni
- Yann-Fanch Le Merdy - percussioni
- Loeiz Roujon - percussioni
- Gilles Robineau - percussioni
- Danièle Licari - direzione cori femminili
- Ker-Vreizh - cori